# Vernazza
Vernazza (en lígur: Vernassa, localment Vernasa; llatí: Vulnetia) és una població i comune situada a la província de La Spezia, Ligúria, al nord-oest d'Itàlia. És un dels cinc pobles que forma part de la regió de Cinque Terre. No té trànsit de cotxes, i és un dels «pobles pesquers» més autèntics de la Riviera italiana. És l'únic port natural de Cinque Terre i és famós per les cases elegants.
El nom de Vernazza deriva de l'adjectiu llatí: verna, que significa "natiu". El vi local, anomenat "vernaccia" ("local" o "nostre"), va ajudar a donar el nom al poble.

## Història
Els primers registres que reconeixen Vernazza com una ciutat fortificada daten del 1080. Fan referència a una base marítima activa de l'Obertenghi, una família de noblesa italiana. Era un punt de partida per les forces navals que lluitaven contra els pirates.
Durant els segles següents, Vernazza va ser vital a la conquesta de Ligúria, proporcionant port, flota i soldats. El 1209, aproximadament 90 de les famílies més poderoses de Vernazza van prometre la seva lleialtat a la república de Gènova.

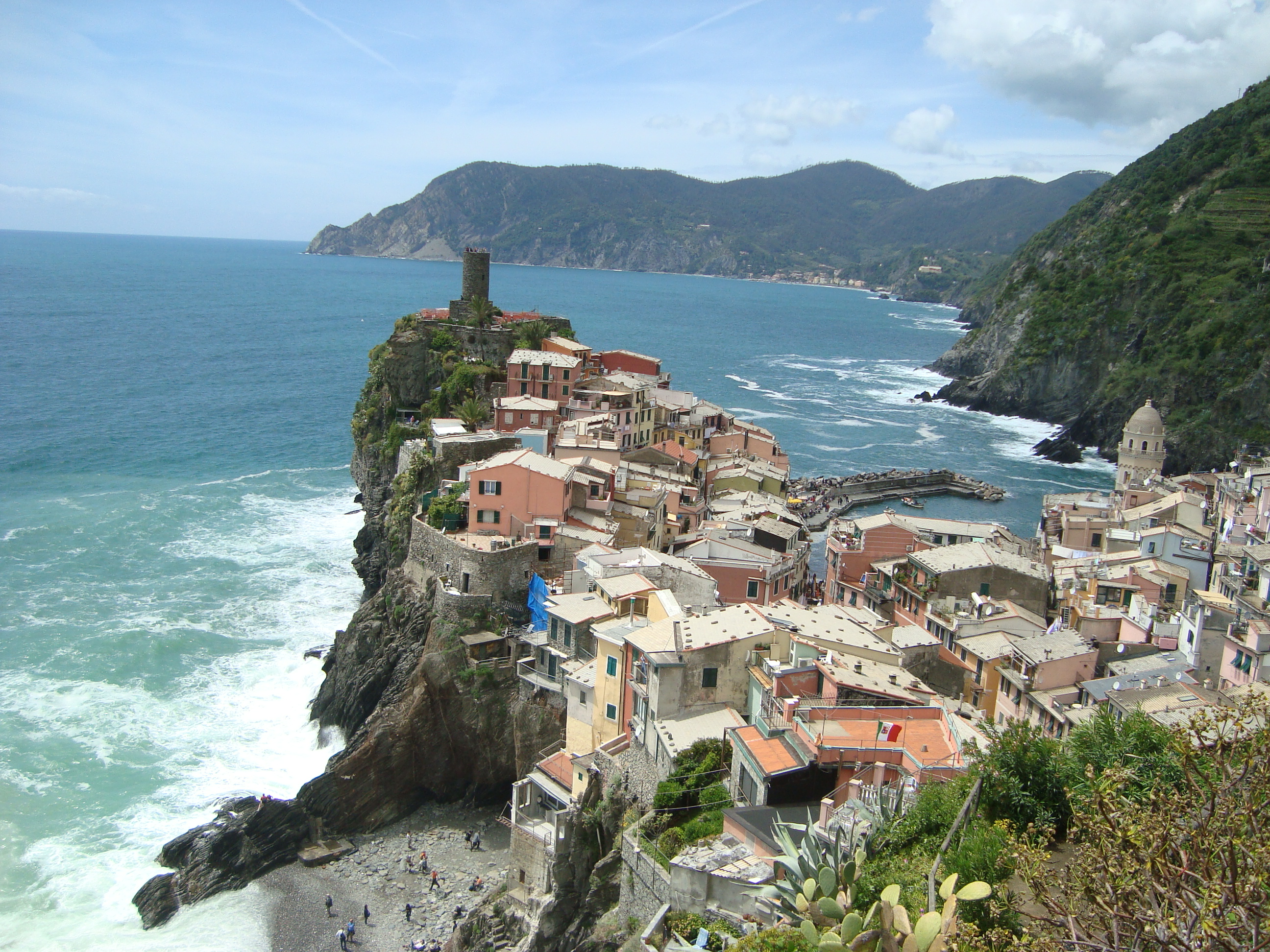
Vista des del sud

La primera presència documentada d'una església data del 1251, amb la parròquia de San Pietro esmentada l'any 1267. La referència a l'església de Santa Margherita d'Antioquia de Vernazza es dona el 1318. Alguns estudiosos opinen que, a causa dels seus materials i la seva manera de construcció, l'església de Santa Margherita d'Antioquia es deuria construir abans, durant el segle xii. L'església de Santa Margherita d'Antioquia va ser ampliada i renovada al llarg dels segles xvi i xvii, i posteriorment es va fer el campanar octogonal que s'eleva des de l'absis.
Al segle xv, Vernazza va centrar la seva defensa contra els terrorífics i regulars atacs pirates, aixecant una muralla fortificada. A mitjans del segle xvii, com molts dels pobles de Cinque Terre, Vernazza va patir un període de decadència que va afectar negativament la producció de vi, i va perllongar la construcció del sistema de rutes i el moll del port, construït per protegir-se de les fortes tempestes.
Al segle xix, després d'un llarg període d'estancament, Vernazza va tornar a la producció del vi, ampliant i creant noves terrases als turons. El resultat va ser una revitalització del comerç. També en aquesta època es va iniciar la construcció de la línia ferroviària de Gènova-Pisa, Gènova-La Spezia, i va acabar amb el llarg aïllament de Vernazza. Com a resultat, la població de Vernazza va augmentar en un 60%. Mentrestant, la construcció de la base naval de La Spezia també va resultar important per Vernazza a l'hora d'oferir feina a molts membres de la comunitat.
Amb l'arribada del segle xx, Vernazza va experimentar una onada d'emigració, ja que el treball de la terra era considerat perillós i la possibilitat d'explotar l'agricultura va disminuir.
El 1997, la Cinque Terre va ser reconeguda com a Patrimoni de la Humanitat per la UNESCO i el 1999 es va crear el Parco Nazionale delle Cinque Terre. Avui la principal font d'ingressos per a Vernazza és el turisme. No obstant això, com a testimoni de la força de la tradició centenària, la pesca, el vi i la producció d'oli d'oliva encara continuen.
El 25 d'octubre de 2011, Vernazza va ser colpejada per pluges torrencials, inundacions massives i esllavisades de fang que afecten no només a Cinque Terre, sinó també a Val di Vara i Val di Magra a Ligúria, així com a la zona de la Lunigiana. La inundació va deixar la ciutat enterrada en més de 4 metres de fang i deixalles (submergint de fang fins i tot l'estació de tren), causant danys superiors als 100 milions d'euros. La ciutat va ser evacuada i va romandre en estat d'emergència durant molts mesos.

## Llocs d'interès
- Església de Santa Margherita d'Antioquia, c. 1318. Única per la seva entrada orientada a l'est. Té una nau i dos passadissos laterals, amb un campanar octogonal que surt de la zona de l'absis. Està situada a la plaça principal de la població, Piazza Marconi.

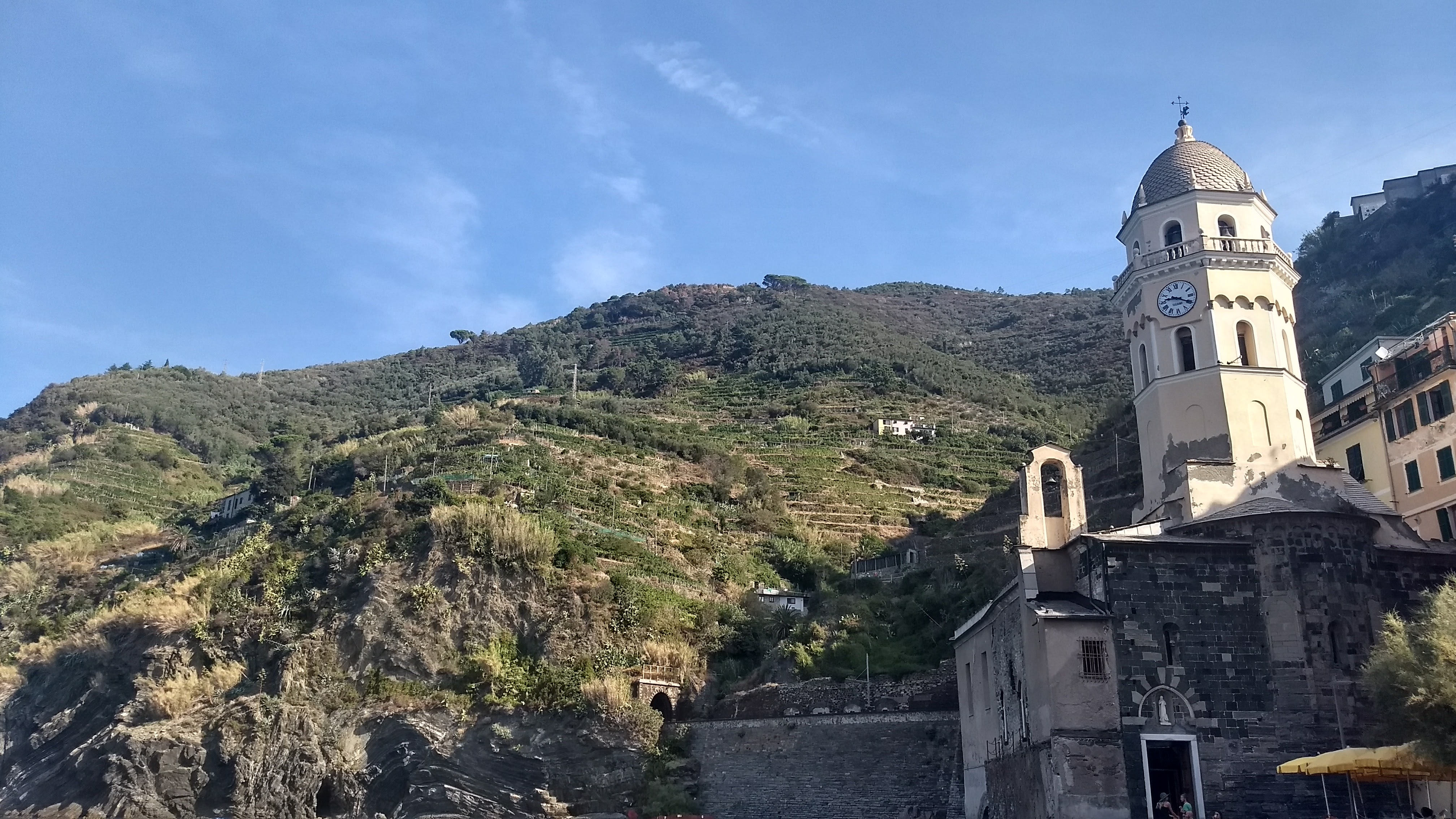
Església de Santa Margherita d'Antiochia.

- Castell de la familia Doria: construït al segle xv com a torre de vigilància per protegir el poble dels atacs pirates.
- Santuario de Madonna de Regio o Santuario di Nostra Signora di Regio: a una hora caminant 0per sobre de Vernazza. El camí que condueix al santuari està senyalitzat amb les Estacions de la Creu. Al costat del santuari hi ha una zona amb ombra i àmplies vistes sobre el mar i les vinyes dels turons.
- Capella de Santa Marta, petita capella de pedra al carrer principal de Vernazza, Via Roma. Missa celebrada alguns diumenges especials.
- La platja de Vernazza està fora de Piazza Marconi, dins del port protegit al costat nord-oest.
- Els turistes poden utilitzar el camí que uneix els cinc pobles de Cinque Terre.

## Galeria d'imatges

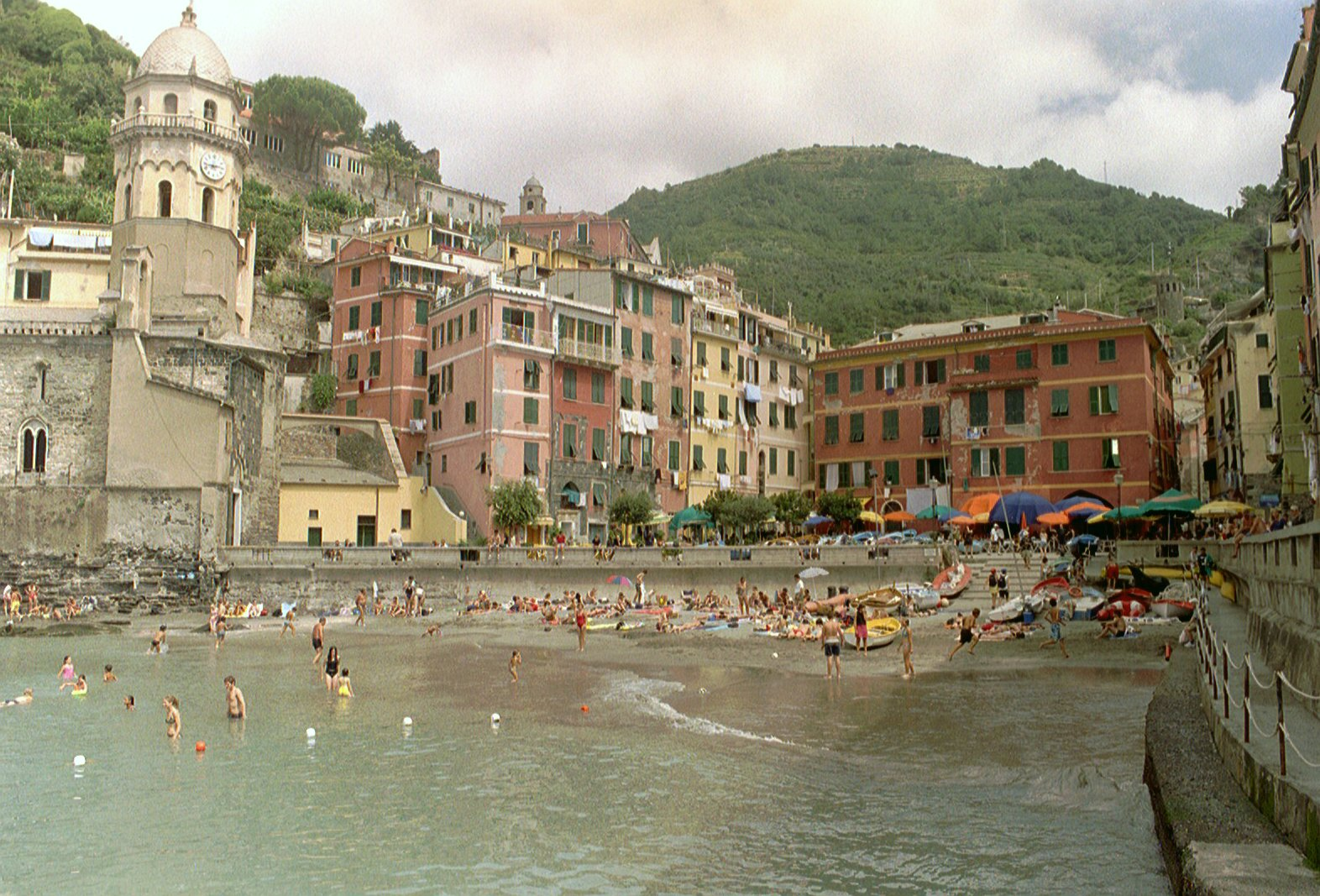
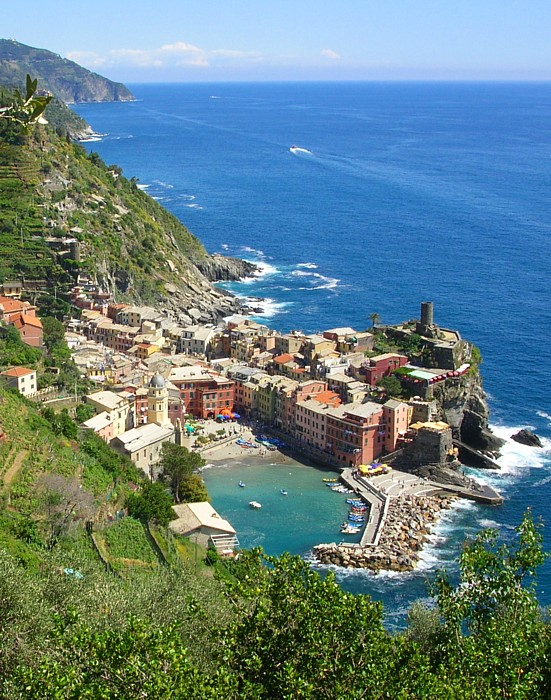
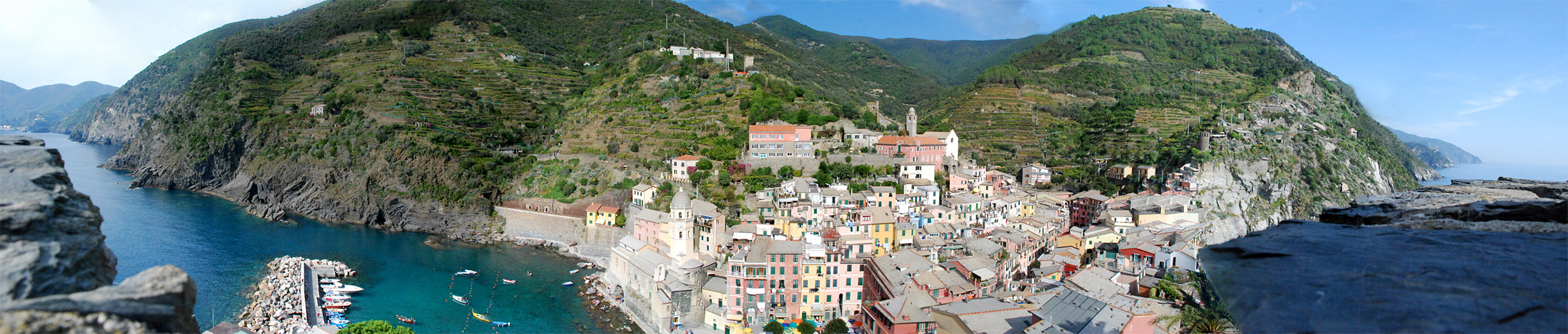
Panorama
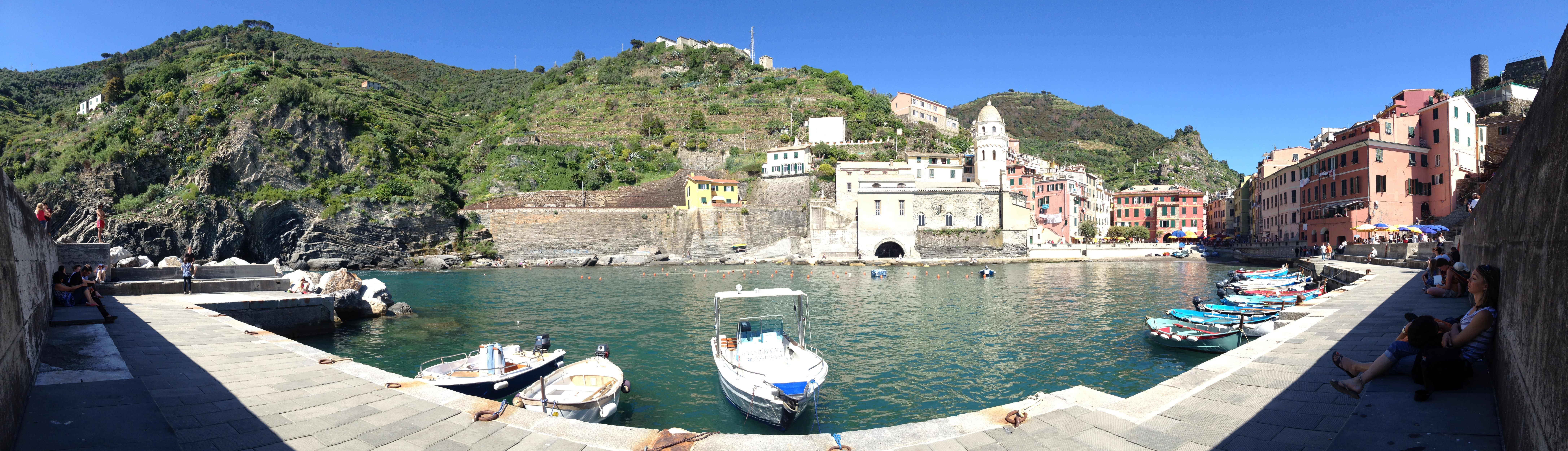
Vista des del mur del port
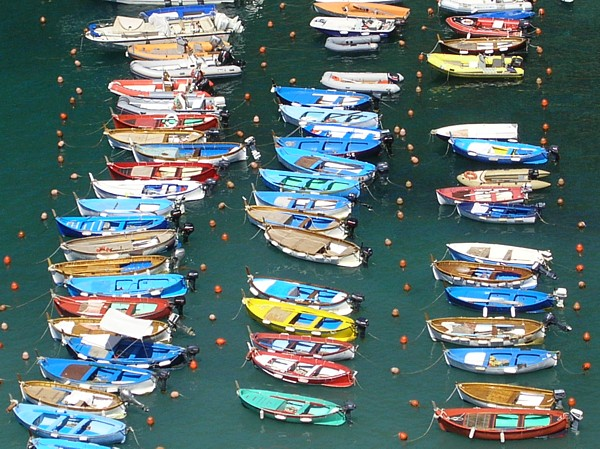
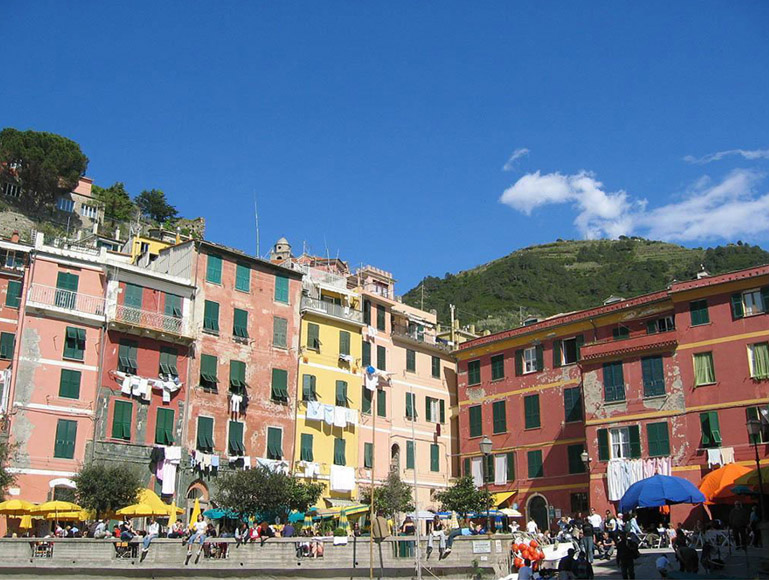
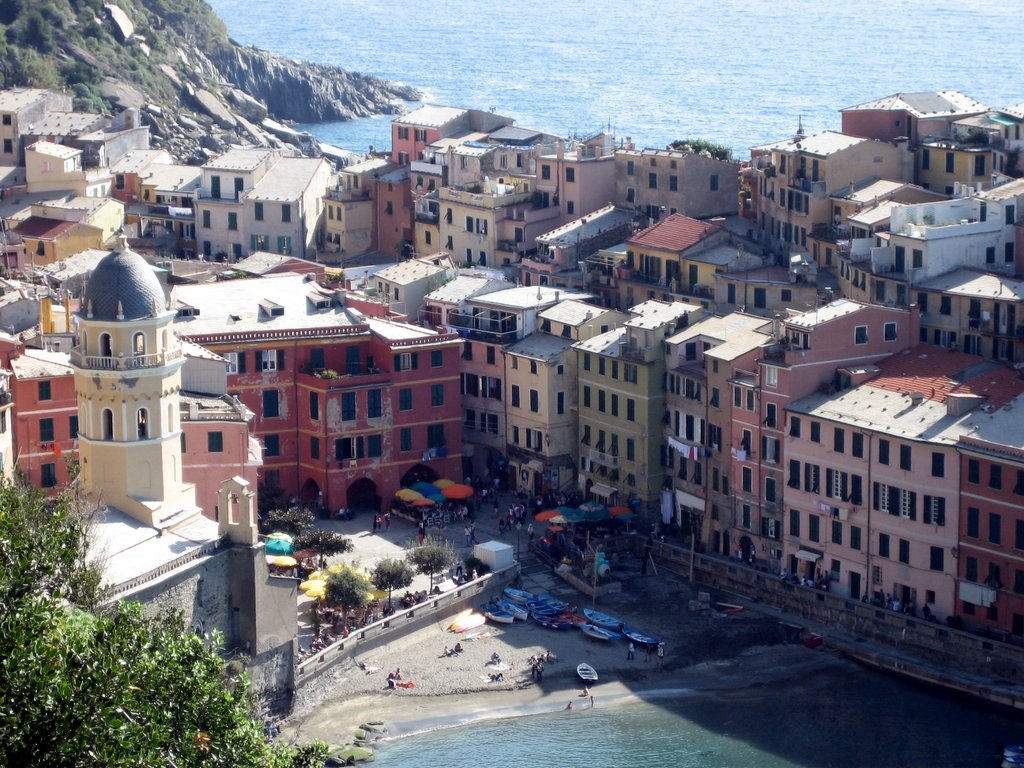